# ときたひろこ
ときた ひろこ（本名：時田 広子、1956年10月24日 - ）は、日本の女性アニメーション監督、脚本家。東京都板橋区出身。日本脚本家連盟会員。

## 来歴・人物
日本大学理学部物理学科在学中に、アルバイトでテレビアニメの彩色の仕事を行なったのがアニメ業界入りのきっかけ。和光プロダクションのテレビアニメ『激走!ルーベンカイザー』で監督の布川ゆうじと知り合い、1978年のスタジオぴえろ発足に誘われ、事務として設立に参加。1980年の『ニルスのふしぎな旅』などの動画などを担当した。1981年に退社してフリーとなり、『あしたのジョー2』などの動画を担当。
しかし原画への昇格を待たずに、自らのアニメーターの才能に見切りをつけて演出家を志向。かねてから知り合いだった真下耕一に頼み込み、1981年にタツノコプロ作品『黄金戦士ゴールドライタン』の第29話「恐怖の美人コンテスト」の絵コンテ・演出で演出家デビューを果たした。続けて『ダッシュ勝平』、麻雀仲間の西久保瑞穂が監督を務めたあだち充作品『みゆき』などの演出を単発で担当した。
1985年に『みゆき』であだち充作品の経験があったのと、『ガラスの仮面』の仕事で知り合った総監督の杉井ギサブローの抜擢により『タッチ』で初めてシリーズ監督を任せられる。『タッチ』は大成功を収めて、続けて後番組の『陽あたり良好!』や『YAWARA!』など小学館作品の監督を歴任し、監督として確固たる地位を築いた。近年は『YAWARA!』で関係が出来たマッドハウスの仕事で始めた脚本家としての活動が多くなっている。

## 参加作品

### 監督作品
1985年
- タッチ（シリーズ監督）

1987年
- 陽あたり良好!（シリーズ監督）

1989年
- YAWARA!（監督）

1992年
- YAWARA! それゆけ腰ぬけキッズ!!（監督）

1993年
- ミラクル☆ガールズ（監督（30話以降）・脚本）

1994年
- 天使なんかじゃない（監督）

1996年
- チョッちゃん物語（監督・脚本）
- 水色時代（監督）

1997年
- ウルトラニャン 星空から舞い降りたふしぎネコ（監督）

1998年
- ウルトラニャン2 ハッピー大作戦（監督）
- 時空転抄ナスカ（総監督）

1999年
- ウルトラマンM78劇場 Love & Peace（監督）
- KAIKANフレーズ（監督）

2000年
- 闇の末裔（監督）

### 絵コンテ・演出
1981年
- 黄金戦士ゴールドライタン（絵コンテ・演出）
- ダッシュ勝平（絵コンテ・演出）

1983年
- みゆき（絵コンテ・演出）

1984年
- 超攻速ガルビオン（絵コンテ・演出）
- ガラスの仮面（絵コンテ・演出）
- ふたり鷹（絵コンテ・演出）

1992年
- 姫ちゃんのリボン（絵コンテ・演出）

1995年
- ぼのぼの（絵コンテ・演出）

1998年
- MASTERキートン（絵コンテ）
- 聖ルミナス女学院（絵コンテ・演出）

### シリーズ構成・脚本
2001年
- チャンス〜トライアングルセッション〜（脚本）
- 魔法少女猫たると（脚本）
- X -エックス-（脚本）

2002年
- 炎の蜃気楼（シリーズ構成・脚本）
- ぴたテン（脚本）
- ギャラクシーエンジェル 第3期（脚本）

2003年
- 真月譚 月姫（シリーズ構成・脚本）

2004年
- せんせいのお時間（脚本）
- スクールランブル（シリーズ構成・脚本）

2005年
- ピーチガール（シリーズ構成・脚本）
- 涼風（シリーズ構成・脚本）
- スクールランブルOVA 一学期補習（シリーズ構成・脚本）

2006年
- スクールランブル 二学期（シリーズ構成・脚本）
- まもって!ロリポップ（シリーズ構成・脚本）

2007年
- あたしンち（脚本）
- はぴはぴクローバー（脚本）
- 逮捕しちゃうぞ フルスロットル（脚本）

2008年
- スクールランブル 三学期（シリーズ構成・脚本）

2009年
- クッキンアイドル アイ!マイ!まいん!（脚本）